# La Côte-d'Aime
La Côte-d'Aime est une ancienne commune française située dans le département de la Savoie, en région Auvergne-Rhône-Alpes.
Elle fusionne le 1er janvier 2016 avec les communes de Bellentre, de Mâcot-la-Plagne et de Valezan pour former la commune nouvelle de La Plagne Tarentaise.

## Géographie

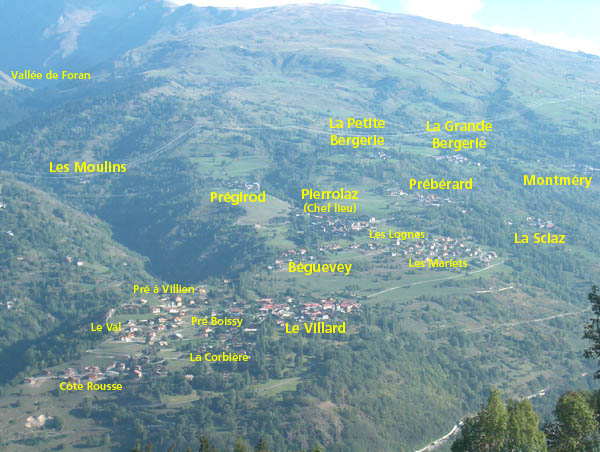
La Côte-d'Aime et ses hameaux.

La Côte-d'Aime, petite commune savoyarde dans les Alpes françaises, est située sur le versant sud du dôme de Vaugelaz du massif du Beaufortain, dans la vallée de la Tarentaise.
La Côte-d'Aime a les pieds dans l'Isère (665 m) et la tête dans les nuages avec le Roignais (2 995 m) et la très célèbre Pierra Menta.
La Côte-d'Aime, ce sont 10 villages échelonnés entre 800 m et 1 300 m : 
Le Villard, Beguevey, Pierrolaz (chef-lieu), La Sciaz, Prébérard, Prégirod, Les Moulins, La Grande Bergerie, La Petite Bergerie et Montméry. À la fin du XXe siècle et au début du XXIe viendront s’ajouter à ces hameaux les quartiers résidentiels de : Côte Rousse, la Corbière, Pré Boissy, le Val, Pré à Villien, les Mariets, les Lognes, Beguevey et Pré Bérard.

## Toponymie
En francoprovençal, le nom de la commune s'écrit La Kouha d’Éma (graphie de Conflans) ou La Coutha d’Éma (ORB).

## Histoire
Le 28 juillet 1442, le duc Louis Ier de Savoie, alberge ses biens des quartiers de la Balme et de Mont Rosset, de la paroisse d'Aime contre un servi annuel de deux sols forts ou « pour 25 florins petit poids ». À l'époque, Montméry n'appartient pas au domaine ducal, mais au prieuré de Bellentre. Quelques années plus tard, le quartier de Montméry, se détache du Prieuré de Bellentre et rejoint la paroisse d'Aime. 
L'albergement de la paroisse est confirmé en 1489, puis 1508, 1529, 1654, ainsi qu'en 1752 où Montméry est écarté de la jouissance des alpages coterains.
Le 23 mai 1714, le pape Clément XI érige le quartier de la Côte (sauf le Villard) en paroisse autonome, malgré une opposition des gens d'Aime qui n'acceptèrent qu'en échange d'une indemnité versée chaque année au curé d'Aime par les gens de la nouvelle paroisse,.
En 1840, en application du décret du 16 thermidor de l'an XI qui stipule que les paroisses et les communes doivent avoir les mêmes confins, le Villard, commune de la Côte, rejoint la paroisse de la Côte d'Aime.
Le 10 mars 1948, sous l'impulsion de son maire, Léon Plassiard, le conseil municipal décide de verser au domaine communal tous les biens des quartiers de La Balme, de Mont Rosset et de Montméry, qui seront exploités en fruit commun. Le sectionnement électoral de Montméry est supprimé.
Depuis 2004 la Côte d'Aime fait partie de la Communauté de communes Les Versants d'Aime.
L'arrêté préfectoral du 10 novembre 2015 officialise, avec effet au 1er janvier 2016, la création de la commune dite "La Plagne Tarentaise" en lieu et place des communes de Bellentre, La Côte d'Aime, Mâcot et Valezan.

## Politique et administration
| Période                                  | Période                | Identité                | Étiquette | Qualité |
| ---------------------------------------- | ---------------------- | ----------------------- | --------- | --- |
| Les données manquantes sont à compléter. |                        |                         |           | |
| 1945 (nommé par la Résistance )          | mars 1947              | Léon Plassiard          | SE        | Agriculteur |
| mars 1947                                | mars 1952              | Léon Plassiard          | SE        | Agriculteur |
| mars 1952                                | mars 1953              | Jean Buthod-Garçon      | SE        | Agriculteur |
| mars 1953                                | mars 1965              | Pierre Buthod-Garçon    | SE        | Agriculteur |
| mars 1965                                | mars 1971              | Arsène Cressend         | SE        | Artisan menuisier                                                                                                   |
| mars 1971                                | mars 1973              | Emile Cressend          | SE        | Ouvrier d'usine |
| mars 1973                                | mars 1977              | Félicien Buthod-Ruffier | SE        | Ouvrier d'usine |
| mars 1977                                | septembre 1979         | Delphin Silvestre       | SE        | Agent de maitrise retraité                                                                                          |
| septembre 1979                           | mars 1983              | Michel Silvestre        | SE        | Chef d'équipe bâtiment                                                                                              |
| mars 1983                                | mars 1989              | Delphin Silvestre       | SE        | Agent de maitrise retraité                                                                                          |
| mars 1989                                | mars 2008              | Raymond Cressend        | SE        | Professeur de technologie en collège                                                                                |
| mars 2008                                | juillet 2008           | Xavier Bonnet-Eymard    | SE        | Psychologue |
| juillet 2008                             | mars 2014              | Michel Oudard           | SE        | Géomètre du cadastre retraité                                                                                       |
| mars 2014                                | mai 2020               | Daniel Renaud           | SE        | - Maire délégué de La Côte-d’Aime à partir du 1er janvier 2016 - Syndic d'immeuble retraité                         |
| mai 2020                                 | En cours (au mai 2020) | Jean-Louis Silvestre    | SE        | - Maire délégué de La Côte d’Aime, maire adjoint chargé du Développement Durable de La Plagne Tarentaise - Retraité |

## Démographie
L'évolution du nombre d'habitants est connue à travers les recensements de la population effectués dans la commune depuis 1793. À partir du 1er janvier 2009, les populations légales des communes sont publiées annuellement dans le cadre d'un recensement qui repose désormais sur une collecte d'information annuelle, concernant successivement tous les territoires communaux au cours d'une période de cinq ans. 
Pour les communes de moins de 10 000 habitants, une enquête de recensement portant sur toute la population est réalisée tous les cinq ans, les populations légales des années intermédiaires étant quant à elles estimées par interpolation ou extrapolation. Pour la commune, le premier recensement exhaustif entrant dans le cadre du nouveau dispositif a été réalisé en 2005,.
En 2013, la commune comptait 851 habitants, en évolution de −1,73 % par rapport à 2008 (Savoie : +3,87 %, France hors Mayotte : +2,49 %).
| 1793 | 1800 | 1806 | 1822 | 1838 | 1848 | 1858 | 1861 | 1866 |
| ---- | ---- | ---- | ---- | ---- | ---- | ---- | ---- | ---- |
| 635  | 799  | 759  | 825  | 894  | 872  | 799  | 755  | 763  |

| 1872 | 1876 | 1881 | 1886 | 1891 | 1896 | 1901 | 1906 | 1911 |
| ---- | ---- | ---- | ---- | ---- | ---- | ---- | ---- | ---- |
| 765  | 727  | 719  | 719  | 714  | 711  | 635  | 624  | 651  |

| 1921 | 1926 | 1931 | 1936 | 1946 | 1954 | 1962 | 1968 | 1975 |
| ---- | ---- | ---- | ---- | ---- | ---- | ---- | ---- | ---- |
| 616  | 571  | 608  | 613  | 617  | 632  | 621  | 570  | 508  |

| 1982 | 1990 | 1999 | 2005 | 2010 | 2013 | - | - | - |
| ---- | ---- | ---- | ---- | ---- | ---- | - | - | - |
| 521  | 538  | 661  | 825  | 861  | 851  | - | - | - |

## Culture locale et patrimoine

### Lieux et monuments
- Église Saint-Laurent, de style baroque[12].
- Les huit chapelles des villages et les deux des montagnettes.
- L'intérieur de la maison d'antan à Montméry.
- Les maisons typiques de Montméry.
- L'ancienne fruitière.
- L'école d'autrefois.

### Personnalités liées à la aommune
- L'abbé Pierre Assoz, né en 1770, possédait de nombreuses propriétés à La Côte. Il a laissé un legs important à ses neveux, fondé une école de filles à Montvalezan et créé une bourse pour les prêtres infirmes.
- Chanoine Jacques Chevray (1795-1860), prêtre et candidat élu au Parlement de Turin (élection annulée)[13], chevalier des Saints-Maurice-et-Lazare.* L'abbé Joseph Amédée Plassiard (1900-1992), religieux, érudit et poète[14],[15].
- Robert Merloz (1936-2009), Aviateur. Pionnier de la dépose par avion en montagne, pilote de ligne, commandant de bord et instructeur sur Airbus et Boeing et enfin chef de division de vol.